# Ѓ
Ѓ, ѓ е шестата буква от писмената норма на македонския говор и обозначава звучния небен преграден съгласен звук /ɟ/ или звучната венечно-небна преградно-проходна съгласна /ʥ/. Често се употребява при транслителиране на сръбски имена, в които има изписана буквата Ђ, въпреки че има различно произношение (Милован Ђилас – Милован Ѓилас). Заедно с още няколко букви е въведена от Езиковите комисии на АСНОМ на 4 декември 1944 година след гласуване (9 гласа „за“ и 2 – „против“); алтернативно предложение от страна на Езиковите комисии е използването на сръбското Ђ – не е въведена по политически съображения и поради различията между македонското и сръбско произношение. Знакът Ѓ е производен на кирилската буква Г, която на свой ред произлиза от гръцката Гама (Γ γ), а гръцката произлиза от финикийската „гимел“. В подредбата на съвременната македонска писмена норма Ѓ не е подредена до Г, а след Д – защото този звук в местния говор произлиза от веларизацията (смекчаване посредством задното небце) на Д [dˠ].
Тъй като в западните български диалекти не съществува меко д, неговата роля е поета от мекото г – така в съвременния македонски книжовен език ѓ замества мекото д от стандартния български език (ѓавол – дявол, ѓакон – дякон), а понякога и изгубилия мекостта си звук д (паѓање – падане).
Освен това мекото „г“ в западните диалекти е наследникът на праславянската група *dj, която в източните български диалекти е дала жд и така ѓ в македонската писмена норма се появява там, където в българския книжовен език стои съчетанието жд (меѓу – между, раѓање – раждане).